# Vendetta Online
Vendetta Online es un juego de rol multijugador masivo en línea (MMORPG) de ciencia ficción desarrollado por Guild Software para los sistemas operativos Android, Linux, Mac OS X, iOS y Microsoft Windows. Utiliza el motor de juego NAOS, un modelo de vuelo y un sistema de combate en tiempo real, para ofrecer acción de batalla jugador contra jugador y jugador contra entorno en primera y tercera persona, con el telón de fondo de un universo multijugador masivo. Vendetta Online se lanzó como un MMORPG comercial en noviembre de 2004 con un modelo de negocio basado en suscripción, aunque ha estado funcionando de forma continua desde abril de 2002. Vendetta Online está disponible para jugar en una amplia variedad de plataformas, incluida la pantalla de realidad virtual Oculus Rift, lo que permite a todos los usuarios interactuar directamente en una única galaxia contigua. También se destaca por su combate espasmódico y su fidelidad a la física real.

## Jugabilidad
La mecánica del juego en Vendetta Online gira en torno a alinear un disparo correcto contra las naves enemigas, mientras se evita el fuego enemigo. La dinámica de esto puede ser compleja, ya que los barcos se mueven a través del espacio 3D y el fuego de las armas tiene una velocidad específica, modificada por la velocidad absoluta de los barcos. Las naves obedecen en su mayoría las leyes de la mecánica newtoniana, aunque se establecen algunos límites artificiales para aumentar la jugabilidad del juego. El esquema de control incluye seis grados de libertad, lo que permite a los usuarios asignar teclas o ejes de control (a través de joystick, joystick, acelerador, acelerómetro o área táctil) para guiñar, inclinar, balancear y empujar a lo largo de tres ejes. Los barcos también se pueden controlar con el ratón y el teclado utilizando el modo «mouselook», en el que la dirección de visión se controla con el ratón y la nariz del barco se corrige automáticamente para alcanzarlo. Cada barco tiene especificaciones detalladas como masa, empuje, torque, capacidad de carga, velocidad máxima, consumo de energía del turbo, blindaje y puertos de armas. También hay muchas variantes de los tipos de barcos principales, algunos con ciertas ventajas sobre otros y algunas variantes avanzadas que pertenecen a facciones especiales. Dependiendo del equipo que se utilice y de lo que se transporte en la bodega de carga, la masa del barco (y en consecuencia la maniobrabilidad) cambiará en gran medida, lo que afectará el combate.

### Armas
Hay una amplia variedad de armas en Vendetta Online, algunas requieren energía para disparar, otras dependen de municiones, espoletas de proximidad, seguimiento de objetivos o alguna combinación de ellos. Como la mayoría de las armas tienen un cono de fuego asistido por autoapuntado, el despliegue efectivo de las armas depende menos de una puntería cuidadosa que de la gestión del impulso, la energía, la actitud y la distancia de la nave al objetivo . El conocimiento del combate resulta ser una herramienta eficaz, ya que un piloto veterano que vuela con un equipo mediocre a menudo derrotará a un piloto menos experimentado que usa un equipo superior, solo en virtud de la táctica. Sin embargo, ciertas armas requieren una puntería cuidadosa, como los cañones de riel. Las armas pueden provocar que la nave objetivo se desplace o gire debido a una fuerza de conmoción. Las armas también pueden alcanzar un objetivo que no haya sido seleccionado, o alcanzar un objetivo no deseado o una nave amiga.

### Facciones
En Vendetta Online, hay tres naciones jugables y muchas facciones menores. Las naciones son la Nación Itani, el Dominio Serco y la Unión de Territorios Independientes (generalmente conocida como UIT). Los Itani son famosos por su ciencia y sus naves maniobrables, los Serco por su naturaleza guerrera y sus naves blindadas, y los UIT por sus habilidades comerciales y su neutralidad. La elección de qué nación jugar afecta la clasificación inicial de la facción y las misiones que estarán disponibles más adelante.

### Licencias y posición de facción
Vendetta Online utiliza un sistema de licencia de cinco categorías en el que los jugadores ganan experiencia para diferentes licencias al participar en diferentes áreas del juego. Por ejemplo, para obtener una mejor licencia comercial, un jugador puede intercambiar productos entre estaciones para obtener ganancias o aceptar misiones del gremio comercial local. A medida que las licencias de un jugador mejoran, pueden estar disponibles para comprar diferentes barcos y equipos y aparecer varios tipos de misiones. La posición del jugador en la facción actual que controla el espacio que lo rodea también afecta las oportunidades que se le pueden presentar. La reputación de facción se puede ganar o perder a través de misiones o destruyendo naves de diversos alineamientos.

### Objetivos a largo plazo
A medida que el jugador progresa en licencias y facciones, ciertos objetivos a gran escala se vuelven disponibles. El jugador puede participar en la guerra contra la Colmena, una raza de robots NPC en constante expansión, que compiten por el control de áreas del espacio que contienen asteroides ricos en minerales valiosos. Al unirse con otros jugadores, pueden derrotar a enemigos poderosos como la Reina Colmena o Leviatán, lo que afecta las actividades de la Colmena en muchos sistemas. El jugador también puede unirse al ejército y participar en un conflicto a gran escala entre los Serco y los Itani.
- Estaciones conquistables - varias estaciones conquistables se encuentran dispersas en sistemas no reclamados en las afueras del territorio nacional (un área conocida como Espacio Gris). Controlar estas estaciones permite a los jugadores fabricar objetos y armas únicos. Para conquistar una estación es necesario destruir todas las torretas defensivas de la estación dentro de un período de oportunidad determinado. Una vez que se han destruido todas las torretas, se activa un breve temporizador, al final del cual el primer jugador que atraca en la estación recibe una clave de acceso, que luego puede proporcionar a los aliados. Cada vez que una estación conquistable es atacada, cualquier jugador con una clave recibe un mensaje que le permite organizar una defensa o un contraataque.[3]
- Captura la carga (CtC) - los convoyes Serco e Itani parten cada hora desde el Espacio Gris, con destino a sus respectivos territorios nacionales. Estos convoyes transportan un bien valioso conocido como mineral de xitricita purificado, que no se puede encontrar en ningún otro lugar del juego. Los jugadores pueden acechar a lo largo de las rutas del convoy y tender emboscadas a los barcos, recogiendo el mineral y redirigiéndolo a su propia nación. Al final de cada semana, se cuenta el mineral y los jugadores pertenecientes a la nación ganadora obtienen acceso a un arma especial. La nación perdedora puede quedarse con el 20% del mineral que recogió como excedente, la nación ganadora comienza sin nada. Los jugadores de la UIT pueden ayudar a cualquiera de los dos equipos como lo consideren conveniente.
- Pistas de carreras - hay una serie de pistas de carreras en Greyspace que registran los mejores tiempos de los jugadores. Las pistas de carreras tienen forma de tubos, con ciertos segmentos transparentes y otros opacos, lo que presenta un peligro visual. Algunas pistas incluyen tubos ramificados, lo que permite múltiples recorridos a través de una sola pista. Los jugadores pueden sufrir daños al chocar contra las paredes del tubo a alta velocidad, lo que los desafía a encontrar la mejor línea a través de cada pista mientras evitan las paredes del tubo. Hay puntos de control a lo largo del camino que permiten al jugador medir su tiempo de vuelta. Al final de cada mes, se otorga una insignia de logro a cualquier jugador que obtenga el mejor tiempo en cualquier pista.
- Guerra de Deneb - los jugadores que pertenecen al ejército de Itani o de Serco pueden participar en batallas a lo largo de la frontera entre las naciones. Dependiendo del resultado de cada batalla, se podrá reclamar territorio para cualquiera de las naciones. Las batallas varían en tamaño, desde pequeñas escaramuzas de cazas hasta grandes batallas entre flotas de naves capitales opuestas. Diariamente se envían convoyes de guerra para bloquear la entrada a la nación perdedora desde el Espacio Gris. Esto afecta a los convoyes que transportan mineral de xitricita purificada, ya que la ruta del convoy se encuentra a lo largo del área que está bloqueada.[4]

### Fabricación
En junio de 2009, el juego adquirió la posibilidad de que varios jugadores pudieran servir como tripulación juntos en un barco. Dos años después, en junio de 2011, un gremio de jugadores terminó la construcción de la primera nave capital propiedad de un jugador de Vendetta Online. Las naves propiedad del jugador se construyen a través de una serie de misiones de fabricación, en las que el jugador entrega una lista de materiales necesarios a la estación y recibe los componentes resultantes. Los componentes se ensamblan a través de una misión final en una estación de astillero capitalina oculta.
También se pueden ensamblar diversas armas, complementos y naves de clase caza a través de misiones de fabricación. La mayoría de los artículos manufacturados tienen algún beneficio sobre los artículos comprados regularmente. Los elementos materiales utilizados en la fabricación suelen ser escasos, incluidos minerales raros y objetos únicos arrojados por los robots de la Colmena. Los artículos manufacturados, junto con el mineral raro y los componentes utilizados para crearlos, forman la base de la emergente economía de jugadores de Vendetta Online.

## Sinopsis

### Configuración
Vendetta Online tiene una larga historia de fondo, que detalla el destino de la humanidad desde 2140 hasta 4432. Fue escrito por el desarrollador principal del juego, John Bergman. La historia de fondo está escrita desde una perspectiva histórica, desde el punto de vista de un monje Itani que narra los eventos que condujeron al estado actual de la galaxia. Describe los avances drásticos en los campos de la medicina y la biotecnología durante los disturbios políticos y la guerra en la Tierra, el descubrimiento de un agujero de gusano estable cerca de Saturno que conduce a un sistema solar en toda la galaxia, y la posterior exploración, colonización y exilio inadvertido que la humanidad experimenta como resultado del colapso del agujero de gusano. Las tres facciones nacionales se describen con gran detalle, incluidos sus orígenes, personalidad y figuras históricas notables. El subterfugio, la incomprensión y la traición son temas comunes a lo largo de la historia.

### Estándar comercial galáctico
El Estándar Comercial Galáctico (GTS) es un lenguaje ficticio exclusivo de Vendetta Online. Similar a los idiomas del este asiático del mundo real, incluye alfabetos fonéticos y simbólicos. El alfabeto fonético se simplifica para incluir los principales sonidos humanos con pocas letras. El alfabeto simbólico incluye representaciones pictográficas de objetos e ideas relacionados con el comercio dentro de Vendetta. El lenguaje fue construido para permitir que los comerciantes de naciones extranjeras se comunicaran entre sí fácilmente, ya que ciertas naciones pasaron siglos aisladas unas de otras antes de recuperar el contacto. Se puede encontrar GTS por toda la galaxia en carteles de neón proyectados en el exterior de las estaciones espaciales, generalmente publicitando bienes y servicios, pero a veces también incluyendo mensajes crípticos o frases humorísticas.

## Desarrollo
El equipo de desarrollo de Vendetta Online es relativamente pequeño en comparación con muchos otros títulos del mismo género; en su versión más grande, incluye cuatro personas. Los cuatro desarrolladores originales son John Bergman, Ray Ratelis, Andy Sloane y Waylon Brinck. John Bergman sigue siendo el director general y ha invertido gran parte de sus finanzas personales en el proyecto. El juego tiene su sede en Milwaukee, Wisconsin y ha estado en desarrollo desde 1998. En abril de 2002, el juego se inauguró con una prueba alfa pública para demostrar la eficiencia del combate estilo Twitch en el entorno de bajo ancho de banda de esa época. En noviembre de 2004, el juego se lanzó como producto minorista, con la mascota de Linux como parte de la ilustración de la caja del juego. El CD comercial incluía versiones nativas del juego para Mac, Linux y PC.
Desde su lanzamiento, el equipo de desarrollo ha mantenido el soporte para Mac, Linux y PC del juego, permitiendo a los usuarios de las tres plataformas jugar e interactuar en el mismo universo. En 2010, los desarrolladores anunciaron que el juego sería trasladado a dispositivos Android, lo que permitiría a los usuarios de dispositivos móviles jugar. En marzo de 2011, el juego estuvo disponible en dispositivos móviles con Nvidia Tegra, convirtiéndose en el primer MMORPG real para PC en dar el salto a los dispositivos móviles. En septiembre de 2011, Vendetta se lanzó en Xperia Play. En diciembre de 2011, el juego estaba disponible en varios teléfonos Android, y en octubre de 2012, se lanzó para dispositivos móviles Windows en Windows RT, convirtiéndose en el primer juego en aparecer tanto en el mercado Nvidia TegraZone como en la Tienda Windows. El 17 de abril de 2013, Vendetta se lanzó en iTunes para dispositivos iOS, incluido el iPad 2 y posteriores. Vendetta fue el único MMORPG disponible en el lanzamiento en la consola Ouya basada en Android, y continúa siendo accesible desde la tienda Ouya. El 24 de julio de 2013, Vendetta lanzó oficialmente el soporte para la familia de dispositivos Oculus Rift, lo que marca la primera vez que un MMORPG en vivo admitió la pantalla de realidad virtual. El 20 de octubre de 2016, Vendetta se lanzó para Samsung Gear VR,  UploadVR lo señaló como «el juego de disparos espacial más ambicioso en Gear VR hasta el momento». El 30 de marzo de 2017, Vendetta se lanzó para Google Daydream VR.  El 21 de septiembre de 2017, Vendetta se lanzó oficialmente para iPhone. El 9 de junio de 2018, Vendetta se lanzó para Oculus Go.
Los usuarios de todas las plataformas se conectan a la misma galaxia contigua, donde pueden interactuar directamente. La jugabilidad en sí ha sido descrita como «agnóstica del dispositivo», lo que significa que los usuarios pueden abordar el juego con un nivel de paridad uniforme en todas las plataformas y son ciegos a qué plataforma están usando otros jugadores con los que interactúan. En general, el equipo de desarrollo tiene una buena relación con la base de usuarios de Vendetta Online, y a menudo se detienen a jugar en línea junto con los usuarios suscritos y responden a los comentarios, preguntas y sugerencias de los usuarios.

### Cuerpo de Contribución de Jugadores
Consiste en un grupo cuidadosamente seleccionado de jugadores que crea contenido para el juego (principalmente misiones). Estos jugadores utilizan un editor de misiones basado en navegador desarrollado internamente y envían su contenido a un servidor de prueba de acceso público. Allí la misión podrá ser probada por cualquiera y comentada. La misión podrá luego volver a enviarse, basándose en nuevas sugerencias. Por lo general, este proceso requiere varios meses o más para que un árbol de misiones alcance el estándar y se implemente.
El PCC es un grupo separado del resto de la base de jugadores, ya que se espera de ellos un énfasis adicional en «Confianza, Madurez, Participación e Inglés». Esto es en parte para garantizar que el PCC siga siendo un entorno productivo y colaborativo que continúe produciendo contenido de alta calidad. El PCC también es responsable de ayudar a diseñar el código Lua para la interfaz de usuario del juego y de probar nuevos equipos antes de que estén ampliamente disponibles. El PCC sigue siendo un desarrollo innovador en la escena MMO, que cierra la brecha entre el contenido contribuido por los jugadores al estilo sandbox y el diseño de juegos corporativos tradicionales de arriba hacia abajo, generado con un método que recuerda al «Universo Expandido» de Lucas.

## Recepción
Tras su lanzamiento inicial, Vendetta Online recibió críticas mixtas. La reseña de GameSpot de 2005 calificó a Vendetta como «buena», destacando el novedoso combate espacial basado en contracciones y una implementación exitosa del juego de combate y comercio espacial multijugador. Sin embargo, se consideró que el contenido limitado no justificaba el valor de la suscripción y los diseños de los barcos se consideraron poco inspiradores. Una reseña más reciente de Kotaku afirmó que Vendetta era «un juego profundo con una interfaz intuitiva», tomando nota del puerto para dispositivos móviles Android. Macworld calificó a Vendetta como «una brillante experiencia de juego en línea, claramente influenciada por los juegos espaciales clásicos Elite y Frontier». Joystiq elogió el desarrollo de Vendetta diciendo: «En cuanto a la participación activa de los desarrolladores, Vendetta Online definitivamente está cerca de la cabeza del grupo e incluso podría liderarlo». En enero de 2013, Darrell Etherington de TechCrunch nombró a Vendetta «El juego MMO más multiplataforma de la historia».